# Marsilea fimbriata
Marsilea fimbriata là một loài dương xỉ trong họ Marsileaceae. Loài này được Schumach. mô tả khoa học đầu tiên năm 1827.
Danh pháp khoa học của loài này chưa được làm sáng tỏ. 